# Хуан Карамуель і Лобковіц
Хуан Карамуель і Лобковіц (ісп. Juan Caramuel y Lobkowitz, 23 травня 1606 Мадрид — 7 або 8 вересня 1682 Вігенваго) — іспанський католицький схоластичний філософ, церковний діяч, математик і письменник. Вважається, що він правнук Яна Попеля Лобкович.

## Життя
Хуан Карамуель народився в Мадриді в 1606 році, син графа Лоренцо Карамуеле та Катерини Фріссі фон Лобковіц, нащадка німецького княжого роду. Навчав його східними мовами архієпископ Хуан де Есрон (Езрон). До 17 років він навчався в Університеті Алькала де Енарес, де здобув ступінь гуманітарних та філософських дисциплін.
Він був скоростиглою дитиною, рано занурив у серйозні проблеми математики і навіть займався видавничою справою про астрономічні столи у віці десяти років, Camuelis primus calamus (Мадрид 1617). Він вивчав Китайську. Його прийняли в Орден цистерціанців біля монастиря Ла-Еспіни, в єпархія Паленсія у 1625 р., і після рукоположення розпочав різноманітну та блискучу кар'єру. Служив у монастирі Монтедеррамо (єпархія Оренсе), потім Санта-Марія-дель-Дестьєрро (Саламанка), де закінчив навчання. Потім він викладав у будинках в Алкалі, Палазуелосі та Саламанці. Потім він поїхав до Португалії задля того, щоб дізнатися більше про східні мови, а звідти переїхав до Низьких країн (Іспанські, Нідерланди), де проживав з 1635 по 1644 рік.
Його проповідь привернула прихильну увагу Інфанте Фердинанда, поки він був прикріплений до монастиря Дюн в Фландрії. Він допомагав дону Фердінанду в обороні міста Лувен від нападів французів та голландців, будучи інженером та керівником робіт, за що дон Фердинанд призначив його придворним проповідником. Через дона Фердинанда Карамуель подружився з Марією Медічі, колишня королева-мати Франції у вигнанні (1630—1642), яка жила в Брюсселі, хоча відвідувала свою дочку, королеву Англії, протягом трьох років. Завдяки впливу Марі Карамуель був призначений генеральним вікарієм картузіанців в Англії, Ірландії та Шотландії, і названий абатом з Мелроуза.
У 1638 році він з великим успіхом захистив свої академічні тези і отримав ступінь Доктора богослов'я в Університет Лювена 2 вересня 1638 року. Дізнавшись більше про вчення Корнелія Янсена, який помер на початку того ж року, Караман розпочав проповідницький хрестовий похід через Бельгію та Німеччину, особливо Майнц. На своєму похоронному написі у соборі Вігевано він стверджував, що повернув до православного католицизму близько 30 000 осіб.
Покровитель Карамуеля, кардинал Інфанте Фердинанд, помер 9 листопада 1641 року. Коли він був зобов'язаний залишити Електорат Пфальцу, Філіп IV Іспанський зробив його своїм посланником при суді Імператора Фердинанда III суддя якого на той час проживав у Празі. У свою чергу він був абатом Мелроуза (Шотландія), Настоятелем настоятеля Бенедиктинці Відня, абатом бенедиктинця Монастиря Еммаус в Празі (1647), і гранд-вікарієм Праги, Ернст Август Гаррах (1623—1667).
У 1656 р. Карамуель вперше відвідав Рим, де Папа Олександр VII назвав його Консультантом Священної Служби (Інквізиції) та Консультантом Священної Конгрегації Обрядів. Папа Олександр добре знав Карамуеля, оскільки він був папським легатом у Кельні з 1639 по 1651 рік. Невдовзі, 9 липня 1657 року, його було призначено єпископом Кампанья e Сатріан (1657—1673), невелика і бідна єпархія в Неаполітанському королівстві.
25 липня 1673 р. Карамуель був переданий в єпархію Вігевано поблизу Мілана (1673—1682), яку він тримав до своєї смерті 8 вересня 1682 року.

Карамуель активно переписувався з найвідомішими вченими того часу: філософи Рене Декарт і П'єр Гассенді; Єзуїт Афанасій Кірхер; чеський Монах капуцинів і астроном Антон Марія Ширлей з Рейти, Богемський лікар Ян Марек Марсі, Папа Олександр VII (Фабіо Чигі), який був великим шанувальником його творчості; бельгійський астроном Годефрой Венделін, теологи Франциск Бонае Спей і Антоніно Діана, Джованні Баттіста Ход'єрна, Ян Гевелій, Валеріанус Магнус, Хуан Еусебіо Ніремберг та багато інших.

## Праці
Його книги навіть численніші, ніж його різноманітні досягнення. Бо, згідно Жан-Ноель Пако, він опублікував не менше 262 праць з граматики, поезії, ораторського мистецтва, математики, астрономії, архітектури, фізики, політики, канонічного права, логіки, метафізики, теології та аскетизму. Він любив захищати нові теорії, а в Theologia moralis ad prima atque clarissima principia reducta (Лювен, 1643) намагався вирішувати теологічні задачі за математичними правилами. Він був провідним представником імовірність і його дозвільні моральні думки критикували в Паскальських Провінційних листах і здобули для нього від Альфонс Лігуорі титул «принц лаксистів».
Його математична робота зосереджена на комбінаториці і він був одним із перших письменників в ймовірності. Caramuel's Mathesis biceps представляє деякі оригінальні внески в область математики: він запропонував новий метод наближення для трисекції кута і запропонував форму логарифм ця префігура cologarithms, хоча її не розуміли сучасники. Карамуель також був першим математиком, який здійснив обгрунтоване дослідження недесяткових підрахунків, зробивши таким чином значний внесок у розвиток двійкової системи числення.
Єпископ також відповідав за дизайн фасаду Собор Вігевано.

## Друковані твори
- Філіп Пруденс, Антверпен, 1639 рік.
- Respuesta al Manifiesto del Reyno de Portugal, Антверпен, 1641.[24]
- Rationalis et realis filozophia, Лювен, 1642 рік.[25]
- Theologia moralis fundamentalis, praeterintentionalis, decalogica, sacramentalis, canonica, regularis, civilis, militaris, Франкфурт, 1652—1653.[26]
- Теологія раціональна, Франкфурт, 1654—1655.
- Theologia moralis fundamentalis, editio secunda, Рим, 1656.
- Primus calamus ob oculos ponens metametricam, quae variis currentium, reccurrentium, adscendentium, descendentium, nec-non Circuvolantium versuum ductibus, aut aeri incisos, aut buxo insculptos, aut plumbo infusos, multiformes labyrinthos exponat, Рим, 1663.
- Arquitectura civil recta y oblicua…, Vigevano, C. Corrado, 1678 [-1679].
- Leptotatos, latine subtilissimus, Vigevano 1681.[27]

## Подальше читання
- Д. Пастін, Хуан Карамуель: Probabilismo ed Enciclopedia, Флоренція, La Nuova Italia, 1975.
- Д. Пастін, «Dello scetticismo e del probabilismo all'operatività: Juan Caramuel», Рівіста критика ді сторія справи філософії 30 (1975), с. 411—419.
- П. Белазі, Хуан Карамуель, Vigevano, Editrice Opera Diocesana — Buona Stampa, 1982.
- J. Velarde Lombraña, Хуан Карамуель. Vida y obra, Ов'єдо, Пентальфа, 1989 рік.
- П. Піссавіно, Le meraviglie del probabile. Хуан Карамуель (1606—1682). Atti del congnogno internazionale di studi, Vigevano 29-31 жовтня 1982, Vigevano, Comune di Vigevano, 1990.
- У. Г. Ленсле (2000), «Maria als Gegenstand der Philosophie. Zu Caramuels 'Philosophia Mariana'», у Ден Глаубен Верантвортен. Bleibende und neue Herausforderungen für die Theologie zur Jahrtausendwende. Festschrift für Heinrich Petri, вид. E. Möde & Th. Schieder, Paderborn-München-Wien-Zürich, Ferdinand Schöningh, 2000, с. 59-66.
- Дж. Шмуц, «Хуан Карамуель про 2000 рік: час і можливі світи в ранньомодерній схоластиці» в Середньовічна концепція часу. Схоластична дискусія та її рецепція у філософії раннього Нового часу, вид. П. Порро, Лейден-Нью-Йорк-Кельн, Брилл, 2001, с. 399—434.
- А. Каталано, «Хуан Карамуель Лобковіц (1606—1682) і» Ріконкіста делле Косченце «в Бемії», Römische Historiche Mitteilungen 44 (2002), с. 339—392.
- Дж. Флемінг, «Хуан Карамуель про природу зовнішньої ймовірності», Студія Моралія 42 (2004), с. 337—360.
- Л. Робледо, «El cuerpo como discurso, retórica, predicación y comunicación non verbal en Caramuel», Критика 84-85 (2002), с. 145—164.
- Ю. Шварц, вид. & переклад, Іоанн Карамуель Лобковіц. Про рабинський атеїзм, переклад з латинської із вступом М.-Ж. Дюбуа, А. Вольман, Ю. Шварц, Примітки до тексту Ю. Шварца, Єрусалим, The Hebrew University Magnes Press, 2005.
- А. Серрай, Phoenix Europae. Хуан Карамуель і Лобковіц у проспекті бібліографіки, Мілан, Edizioni Sylvestre Bonnard, 2005.
- H. W. Sullivan, «Fray Juan Caramuel y Lobkowitz, O.Cist .: The Prague Years, 1647—1659», у «Corónente tus hazañas». Дослідження на честь Джона Джея Аллена, вид. M. J. McGrath, Newark (DE), Juan de la Cuesta Hispanic Studies, 2005, с. 339—374.
- П. Дворак, Ян Карамуель з Лобкович: Вибрані аспекти формування та застосування логіки [Хуан Карамуель і Лобковіц: різні аспекти формальної та прикладної логіки], Прага, Ойкумене, 2006.
- Й. Шмуц, «Хуан Карамуель і Лобковіц (1606-82)», ст Centuriae latinae II. Cent et une figure humanistes de la Renaissance aux Lumières, a la mémoire de Marie-Madeleine de la Garanderie, вид. C. Nativel, Женева, Дроз, 2006, с. 182—202.
- П. Дворак, Реляційна логіка у Хуана Карамуеля у: Логіка середньовіччя та Відродження, Том 2 (Довідник з історії логіки) за ред. Д. М. Габбі, Дж. Вудс, Амстердам, Північна Голландія, 2008 р. 645—666.